# تشاه زنغي (شبانكارة)
تشاه زنغي (بالفارسية: چاه‌زنگی) هي قرية تقع في إيران في قسم شبانكارة الريفي. يقدر عدد سكانها بـ 19 نسمة بحسب إحصاء 2016.